# 雷克斯党
雷克斯党（Rex）是比利时曾经的一个极右翼天主教、民族主義、权威主义与社團主義政党，活跃于1935-1945年，由记者莱昂·德格雷勒创立，其名称源自天主教杂志和出版公司Christus Rex（拉丁语意为“基督君王”）。该党主张比利时单一制和保皇。该党自创立之时起便在佛兰德和瓦隆尼亚两地开展活动，但从未在瓦隆尼亚和布鲁塞尔以外的地区取得成功。
该党最初效仿意大利法西斯主義和西班牙长枪主义，后来向德国纳粹主义靠拢。该党拥护“右翼革命”和天主教会在比利时的统治地位，但其意识形态遭到樞機范鲁伊的强烈反对，他称雷克斯主义是“对教会和国家的危险”。
该党在选举中取得的最好成绩为1936年比利时大选中赢得了21个众议员席位（共202个，得票率为11.4%）和12个参议员席位。第二次世界大战德国占领比利时期间，雷克斯党是比利时法语区最大的通敌组织，与佛兰德的弗拉芒民族联盟（VNV）齐名。比利时解放后，雷克斯党被取缔。

## 书目
- Brustein, William. . American Sociological Review. February 1988, 53 (1): 69–80. JSTOR 2095733. doi:10.2307/2095733.
- Conway, Martin. Collaboration in Belgium: Leon Degrelle and the Rexist Movement 1940–1944. ISBN 0-300-05500-5
- de Bruyne, Eddy; Rikmenspoel, Marc. . Helion. 2004. ISBN 1-874622-32-9.
- De Wever, Bruno. . Totalitarian Movements and Political Religions. 2007, 8 (2): 343–352. S2CID 219628646. doi:10.1080/14690760701321312.
- Littlejohn, David. The Patriotic Traitors: A History of Collaboration in German-occupied Europe, 1940–45. ISBN 0-434-42725-X
- Streel, José. La révolution du XXème siècle (réédition du livre paru en 1942 à la NSE à Bruxelles), préface de Lionel Baland, Déterna, Paris, 2010.
- Colignon, Alain.  (PDF).  VI. Royal Academy of Science, Letters and Fine Arts of Belgium: 111–23. 2001  [17 September 2021]. ISSN 0776-3948. （原始内容存档 (PDF)于30 August 2021） （法语）.

## 更多阅读
维基共享资源上的相關多媒體資源：雷克斯党